# 부산진구기적의도서관
부산진구기적의도서관은 부산광역시 부산진구에 있는 공립 도서관이다.

## 연혁
- 2022년 2월 10일 부산진구기적의도서관 착공.
- 2024년 4월 23일 부산진구기적의도서관 개관.